# Песах Іфхар
Песах Іфхар (23 березня 1904 — 4 липня 1985) — голова Герцлійської ради та перший мер Герцлії у 1959—1966 роках.

## Біографія
Песаха Красногорський народився в сім'ї Авраама та Товари, уродженої Хенкін, 7 нісана 1904 року в Нижньому, Україна, що тоді входила до складу Російської імперії, брав активну участь у русі Хе-Чалуц і був заарештований радянською владою. Він познайомився з Олександром Пенном і був дуже вражений його зовнішністю і його сміливістю. Ці двоє залишилися друзями навіть пізніше, в Ізраїлі. Його старший брат приїхав до Ерец-Ісраель у 1925 році і приєднався до групи молодих людей, які допомогли створити Герцлію.
Песах емігрував до Ізраїлю в 1927 році зі своїми друзями і приєднався до групи Мішмар і свого брата в Герцлії. Спочатку він працював переважно в Пардес Рашалі і був обраний до робітничого комітету. Незабаром після прибуття в Герцлію його допустили до захисту. Пізніше він приєднався до руху «Хапоель Хацайр» і був обраний секретарем робітничої ради колонії.
Пізніше він працював у Міністерстві праці Єврейського агентства під керівництвом Іцхака Грінбаума. Після створення держави, з призначенням Грінбаума міністром внутрішніх справ, він призначив Іфхара директором місцевих органів влади в Міністерстві внутрішніх справ.
Песах обіймав посаду секретаря відділення Мапая в Герцлії, а в грудні 1959 року був обраний більшістю голосів представником Мапая, щоб очолити місцеву раду там, після того, як попередній голова ради Бен Ціон Міхаелі пішов у відставку. Після проголошення Герцлії містом у квітні 1960 року Іфхар став мером.
Його видатні досягнення за час перебування на посаді:
- Розширення ПТУ ОРТ та відкриття там двох нових навчальних програм
- Заснування школи Петах'я Лев-Това в Шикун-Даромі
- Відкриття в місті дитячих садків для 4-х років
- Створення Муніципального музею
- Створення двох молодіжних клубів у районах Неве Ізраїль та Шавів
- Створення мікрорайону «Молода Герцлія» для молодих пар
- Розширення та вдосконалення каналізаційної мережі та будівництво ще однієї водонапірної башти
- Покращення інфраструктури та доступності до пляжу та прокладання ще однієї дороги від Ноф Яма до готелю Sharon
- Посадка громадського парку в Неве Ізраїль на площі 15 дунамів та реконструкція та розширення саду Верісланд

Після публічної критики безгосподарності муніципалітету (створення великого бюджетного дефіциту) та виходу на пенсію представників MPM та незалежних лібералів з коаліції, Іфхар у вересні 1966 р. пішов у відставку з посади мера, а також від свого членства в раді. посада міського голови.

## Сім'я
У 1935 році він одружився з Юдіт, уродженою Маршов, і у них народилося троє дітей - Рут, Амрам і Нілі.
Муніципалітет Герцлії назвав його ім'ям вулицю в районі "Ганей Герцлія".

## Зовнішні посилання
- דוד תדהר (עורך), "פסח יפהר (קרסנוגורסקי)", באנציקלופדיה לחלוצי הישוב ובוניו, כרך יג (1963), עמ' 4320
- פסח יפהר, על הישגי הרצליה, דבר, 20 ביולי 1965